# Венчурный капитал
Венчурный капитал (англ. venture — рискованный, авантюрный) — капитал вкладчиков, предназначенный для финансирования новых, растущих или борющихся за место на рынке предприятий и фирм (стартапов) и поэтому сопряжённый с высокой или относительно высокой степенью риска; долгосрочные инвестиции, вложенные в рискованные ценные бумаги или предприятия, в ожидании высокой прибыли. В отличие от классических инвестиций (предполагающих возврат средств) в модель венчурного финансирования заложена высоковероятная потеря вложений в каждую конкретную компанию, при этом прибыльность достигается за счёт высокой отдачи от наиболее удачных вложений. Венчурный капитал, как правило, ассоциируется с инновационными компаниями.
Венчурный капитал — это капитал, используемый для осуществления прямых частных вложений, который обычно предоставляется внешними вкладчиками для финансирования новых, растущих компаний, или компаний на грани банкротства. Венчурные вложения — это, как правило, рисковые вложения, обладающие доходностью выше среднего уровня. Также они являются инструментом для получения доли во владении компанией. Венчурный капиталист — это лицо, которое осуществляет подобные вложения. Венчурный фонд — это механизм вложения с образованием общего фонда (обычно партнёрства), для инвестирования финансового капитала, в основном, сторонних вкладчиков предприятия, которые для обычных рынков капитала и банковских займов представляют слишком большой риск.

## История
Несмотря на то, что в прошлом существовали и другие похожие механизмы инвестирования, отцом современной индустрии венчурного капитала принято считать генерала Джорджиза Дориота.
В 1946 Дориот основал Американскую научно-исследовательскую корпорацию (АНИК), самым большим успехом которой стала Диджитал Эквипмент Корпорейшн. Когда Диджитал Эквипмент разместила свои акции на бирже в 1968 году, она обеспечила АНИК рентабельность 101 % в год. 70 тысяч долларов, которые АНИК инвестировала в Диджитал Корпорейшн в 1959 году, имели рыночную стоимость 37 миллионов долларов в 1968 году. Принято считать, что первой компанией, которая была создана венчурным финансированием, является Фэйрчайлд Семикондактор, основанная в 1959 году фирмой Венрок Эсоушиэйтс. До Второй мировой войны инвестиции в форме венчурного капитала были главным образом сферой влияния состоятельных частных лиц и обеспеченных семей. Одним из первых шагов к управляемой на профессиональной основе венчурной индустрии стал Закон «Об инвестициях в малый бизнес» 1958 года. Этот закон позволял Агентству по делам малого бизнеса США лицензировать частные компании, инвестирующие в малый бизнес (КИМБы), с целью упростить процесс финансирования и руководства малыми предприятиями США. В данном законе затрагивались вопросы, поднятые в докладе Совета Федеральной Резервной Системы США к Конгрессу. В этом докладе подчёркивалось, что на рынке капиталов для долгосрочного финансирования малого бизнеса, нацеленного на развитие, существовал большой пробел. Главной задачей программы КИМБ было и остаётся на сегодняшний момент упрощение процесса привлечения капитала через экономическую систему, с целью финансирования небольших новаторских компаний для того, чтобы простимулировать развитие экономики США.
В целом, венчурный капитал тесно связан с технологически новаторскими предприятиями, главным образом предприятиями Соединённых Штатов. В связи со структурными ограничениями, наложенными на американские банки в 1930-х гг., в США не было предприятий, акциями которых владели частные коммерческие банки. Эта ситуация была довольно уникальна для развитых стран. И только лишь в 1980-х гг. известный экономист Лестер Сароу раскритиковал финансовое законодательство США за неспособность поддержать какой-либо коммерческий банк, кроме тех, которыми управляет Конгресс в форме проектов, финансируемых из федерального бюджета. Он утверждал, что банки, управляемые Конгрессом, были крупные по размерам, выполняли политические задачи и, в связи с этим, слишком сильно концентрировались на национальной обороне, жилищном хозяйстве и на таких областях со специализированными технологиями, как исследования в космосе, сельском хозяйстве и авиакосмической промышленности. Работа американских инвестиционных банков ограничивалась лишь осуществлением сделок по слиянию и поглощению компаний, выпуском акций и облигаций, и, часто, сделками, связанными с расчленением промышленных концернов с целью получить доступ к их пенсионным фондам, либо с целью распродать их инфраструктурный капитал, получив при этом большие доходы. Недоработки законодательства в этой области были подвергнуты серьёзной критике. К тому же эта промышленная политика отличалась от политики других промышленно развитых стран, в особенности Германии и Японии, которые в этот период укрепляли свои позиции на мировых рынках автомобилестроения и бытовой электроники. Однако, в отличие от США, эти страны становились более зависимыми от центрального банка и от оценок всемирно известных учёных, чем от распылённого метода расстановки приоритетов правительством и частными инвесторами.

## РазвитиеКремниевой долины
В 1960-х и 1970-х годах венчурные фирмы сфокусировали свои вложения главным образом на компаниях на начальной стадии развития и на стадии расширения. Как правило, эти компании использовали достижения в электронных и информационных технологиях, а также в области медицины. В результате венчурное финансирование стало синонимом финансирования технологий. В 1974 году венчурные фирмы пережили временный спад из-за того, что рухнула фондовая биржа, и, естественно, инвесторы настороженно относились к этому новому типу инвестиционного фонда. Показатели 1978 года стали рекордно высокими для венчурного капитала. Доходы этой индустрии в 1978 году составили 750 миллионов долларов.

## Спады и подъемы 1980-х
В 1980 году законодательство позволило пенсионным фондам инвестировать в альтернативные виды капиталов, такие как стартапы. В 1983 году произошёл бум — американский фондовый рынок резко увеличился, а число первичных размещений акций на бирже впервые за всю историю Соединённых Штатов превысило 100. В этом же году была основана большая часть крупнейших и самых успешных фирм, функционирующих сегодня.
На протяжении 1980-х годов в связи с большим количеством первичных размещений акций, а также неопытности многих управляющих венчурных фондов, отдача от венчурного капитала была очень низкой. Венчурные фирмы сокращали издержки, усердно работая, для того, чтобы сделать свои портфельные компании успешными.

## Бум интернет-компаний
В конце 1990-х произошёл бум всемирно известных венчурных фирм, находящихся на Сэнд Хилл Роуд — в Менло-Парк в Калифорнии. Было проведено огромное количество крупных IPO, и решающим фактором для получения выгод от этих IPO был доступ к «дружественным и семейным» акциям. На этой стадии у обычных инвесторов не было бы никаких шансов инвестировать капитал по цене исполнения опциона.
Обвал на американской фондовой бирже NASDAQ, а также резкий спад в сфере технологий, начавшийся в марте 2000 года, всколыхнули некоторые венчурные фонды из-за губительных потерь от переоценённых и недоходных «стартапов» — недавно открывшихся компаний. К 2003 году многие фирмы были вынуждены «списать» компании, в которые они инвестировали несколькими годами ранее, в связи с чем многие фонды оказались «под водой» (рыночная стоимость их портфельных компаний была ниже инвестированной стоимости). 
Венчурные инвесторы начали искать пути снижения высокого уровня обязательств, которые они давали венчурным фондам и к середине 2003 года венчурная индустрия сократилась примерно до 50 % её современных размеров. Тем не менее, ежеквартальный обзор венчурных инвестиций MoneyTree Survey, осуществляемый компанией PricewaterhouseCoopers, показывает, что общая сумма венчурных инвестиций осталась на одном уровне с 2003 года до второго квартала 2005 года. 
Оживление деятельности интернет-компаний (произошедшее благодаря таким сделкам, как приобретение компанией Microsoft  сети IP-телефонии Skype, приобретение веб-сайта MySpace компанией News Corporation, а также очень успешное IPO компании Google) помогло возродить венчурную индустрию.

## Распределение ролей в венчурной фирме
Главные партнёры венчурной фирмы (которых также называют венчурными капиталистами) являются руководителями, другими словами, они — профессионалы инвестиционного бизнеса. Их карьерный опыт может варьироваться, но в большинстве своём эти партнёры являлись генеральными директорами в компаниях, подобных тем, которые финансирует их партнёрство.
Инвесторов венчурных фондов называют партнёрами с ограниченной ответственностью. Эта группа инвесторов состоит из очень состоятельных лиц и институтов, обладающих крупными суммами наличного капитала, таких как государственные и частные пенсионные фонды, университетские финансовые фонды, страховые компании, и из посредников объединённых инвестиций.
Другие посты в венчурной фирме представлены венчурными партнёрами. Венчурные партнёры предлагают сделки и получают прибыль только с тех сделок, над которыми они работают (в отличие от главных партнёров, которые получают прибыль со всех сделок).

## Структура фондов
Большинство венчурных фондов существуют 10 лет. Эту модель впервые успешно применили фонды Кремниевой долины в 1980-х гг. для обширного инвестирования в технологические тенденции, но только в период доминирования, с целью снижения подверженности управленческому и маркетинговому рискам любой частной фирмы или её продукции.
В таком фонде инвестор имеет определённые обязательства перед этим фондом, которые венчурные капиталисты со временем «начинают проклинать», пока фонд осуществляет инвестиции.

## Объекты инвестиций
Венчурные капиталисты могут быть универсальными или узкоспециализированными инвесторами в зависимости от своей инвестиционной стратегии. Универсальными инвесторами называются венчурные капиталисты, инвестирующие в различные отрасли промышленности, или в компании, в различных географических местоположениях, или в различные стадии жизненного цикла компании. В качестве альтернативы инвесторы могут специализироваться в одной или двух отраслях промышленности или инвестировать только в компании на определённой географической территории.
Не все венчурные капиталисты инвестируют в стартапы. В отличие от венчурных фирм, которые инвестируют только в компании на ранних стадиях, венчурные капиталисты вдобавок к этому инвестируют в компании на различных стадиях делового жизненного цикла. Венчурный капиталист может инвестировать, прежде чем появится реальный продукт или прежде чем компания будет организована (так называемое «посевное инвестирование»), или может предоставить капитал, чтобы «запустить» компанию на первой или второй стадии развития, которое также называют «ранним инвестированием». Венчурный капиталист также может обеспечить необходимое финансирование, чтобы помочь компании перерасти критическую финансовую массу и стать более успешной («финансирование на стадии расширения»).
Венчурный капиталист может инвестировать средства в течение всего жизненного цикла компании, и поэтому некоторые фонды фокусируются на инвестировании в компании на более поздних стадиях, оказывая финансовую помощь для того, чтобы компания переросла «критическую массу» и привлекла общественность к финансированию через приобретение акций на бирже. В качестве альтернативы венчурный капиталист может помочь в слиянии и поглощении другой компанией, обеспечивая ликвидность и выход учредителям компании.
Некоторые венчурные фонды, напротив, специализируются на поглощении, реформировании или рекапитализации акционерных компаний открытого и закрытого типа, являющихся привлекательными для инвесторов.
Существуют различные венчурные фонды: те, которые широко диверсифицируются и инвестируют в компании в различных отраслях промышленности, начиная с полупроводников, программного обеспечения, и заканчивая розничной торговлей и ресторанным бизнесом, и те, которые специализируются только лишь в одной технологии.
Пока инвестиции в высокие технологии составляют большую часть венчурного инвестирования США, в связи с чем венчурная индустрия привлекает к себе много внимания. Венчурные капиталисты также инвестируют в компании, работающие в сфере строительства, промышленного производства, бизнес-услуг и т. д. Некоторые фирмы специализируются на инвестициях в розничные компании, другие фокусируются на инвестициях только лишь в «социально ответственные» стартовые предприятия.
Венчурные фирмы бывают различных размеров, от небольших компаний, специализирующихся на семенном финансировании с оборотом в несколько миллионов долларов, до крупных фирм с оборотом инвестируемого по всему миру капитала более миллиарда долларов. Общим знаменателем во всех этих видах венчурного инвестирования является то, что венчурные капиталисты — это не пассивные инвесторы. Они проявляют активный и надлежащий интерес к консультированию, руководству и развитию компаний, в которые они инвестировали. Они хотят увеличить стоимость за счёт своего опыта в инвестировании в десятки и сотни компаний.
Некоторые венчурные фирмы успешно создают синергетический эффект между различными компаниями, в которые они инвестировали. Например, одна компания, у которой есть отличная программа, но нет нормальной дистрибьютерской технологии, может быть скооперирована с другой компанией или её руководством в венчурном портфеле, которая обладает лучшими дистрибьютерскими технологиями.

## Оплата труда
В обычном венчурном фонде главные партнёры получают ежегодные выплаты в размере 3—7 % от вложенного в фонд капитала и 20 % от чистой прибыли со всех проданных активов при выходе из фонда, сопоставимое с выплатами в большинстве хеджевых фондов. В связи с тем, что у фондов может закончиться капитал ещё до конца своего существования, крупные венчурные капиталисты вкладывают деньги в несколько фондов одновременно, что позволяет более крупной фирме сохранить специалистов на всех стадиях развития фирм и почти постоянно функционировать. Небольшие фирмы обычно процветают и терпят крах вместе со своими первоначальными промышленными контрагентами. К тому времени как фонды уходят из бизнеса, появляется совершенно новое поколение технологий и людей, которых генеральные партнёры могут не знать в достаточной степени, и поэтому разумнее осуществить переоценку и поменять отрасли промышленности или персонал, чем пытаться инвестировать больше в индустрию и людей, с которыми партнёры уже знакомы.

## Мобилизация венчурного капитала
Венчурный капитал не подходит всем предпринимателям. Венчурные капиталисты обычно очень тщательно выбирают, во что вкладывать: по эмпирическому правилу, фонд может инвестировать всего лишь в одну из четырёх сотен представленных ему возможностей. Фонды больше всего заинтересованы в рисковых предприятиях, обладающих высоким потенциалом роста, так как только такие возможности вероятнее всего обеспечат финансовый возврат и успешный выход в течение необходимого периода времени (как правило, 3—7 лет), ожидаемого венчурными капиталистами.
Потребность в высоких доходах превращает венчурное финансирование в дорогостоящий источник капитала для компаний, и самый подходящий для предприятий, которым необходим огромный стартовый капитал и которые нельзя профинансировать более дешёвыми методами, таким как долговое финансирование. Наиболее часто это происходит с нематериальными активами, такими как программное обеспечение и другими видами интеллектуальной собственности, ценность которых ещё не проверена. В свою очередь, это объясняет, почему венчурный капитал больше всего превалирует в быстро развивающихся технологических отраслях, а также в биотехнологических отраслях.
Если у компании имеются те качества, которые необходимы венчурным капиталистам, такие как отличный бизнес-план, хорошая команда менеджеров, инвестиции и энтузиазм учредителей, хороший потенциал для выхода из инвестиционного проекта до окончания финансового цикла, ожидаемый уровень возврата не менее 40 % в год, то ей будет проще мобилизовать венчурный капитал.

## Альтернативы венчурному капиталу
Из-за жёстких требований к потенциальным инвестициям венчурных капиталистов многие предприниматели ищут источники начального финансирования со стороны бизнес-ангелов, у которых будет больше желание инвестировать в рисковые и вместе с тем перспективные проекты, или у которых ранее сложились хорошие отношения с данным предпринимателем.
Более того, многие венчурные фирмы всерьёз будут расценивать осуществление инвестиций в неизвестные им стартовые компании, только при условии, что последние смогут доказать хотя бы некоторые преимущества своей технологии, товара или услуги над другими аналогами. Для того чтобы этого добиться, или даже для того, чтобы избежать разводняющего эффекта от получения финансовых ресурсов до доказательства этих преимуществ, многие стартовые компании начинают искать способы самофинансирования. Они это делают до того момента, пока они не смогут обратиться к внешним инвесторам, таким как венчурные капиталисты или бизнес-ангелы, и пока не будут иметь за спиной более высокий уровень доверия. Эта практика называется самообеспечением.
Со времен бума Интернет-компаний и до сих пор идут споры о том, что образовался разрыв между инвестициями со стороны друзей и семьи, которые обычно варьируются от 0 до 250 тыс. долларов, и суммами, которые предпочитают вкладывать большинство венчурных фондов — 2—5 млн долларов. Этот финансовый разрыв усиливается, так как некоторые успешные венчурные фонды уже привыкли вкладывать крупные суммы денег и поэтому ждут от компаний-реципиентов большей активности в поиске инвестиционных возможностей. Этот «разрыв» часто заполняется бизнес-ангелами. По оценкам Национальной Ассоциации Венчурного Капитала, последние сейчас инвестируют в США более 30 млрд долларов в год. Для сравнения — организации венчурного финансирования вкладывают 20 млрд долларов в год.
Компании, работающие в тех сферах, где активы можно эффективно секьюритизировать, потому что они надёжно генерируют будущие потоки денежных доходов или имеют хороший потенциал для перепродажи в случае потери права выкупа, могут брать займы для финансирования своего роста под меньшие проценты. Хорошим примером служат капиталоёмкие отрасли, такие как добывающая и обрабатывающая. Оффшорное финансирование осуществляется через специальные венчурные трасты, которые пытаются применять секьюритизацию в структурировании гибридных мульти-рыночных сделок через специализированные подразделения предприятия — отделы корпорации, созданные специально с целью финансирования.

## Географические различия
Американские фирмы традиционно являются крупнейшими участниками в венчурных сделках, но доля неамериканских венчурных инвестиций постепенно увеличивается.

### США и Канада
Согласно обзору «MoneyTree Survey», опубликованному компанией PricewaterhouseCoopers и Национальной Ассоциацией Венчурного Капитала на основе данных, приведённых в журнале Thomson Financial, венчурные капиталисты вложили около 6.2 миллиарда в 797 сделках в США за третью четверть 2006 года. В последнем исследовании Национальной Ассоциации Венчурного Капитала говорится, что большая часть венчурных капиталистов (69 %) прогнозирует рост венчурных инвестиций в США до 20—29 миллиардов долларов. Канадские компании часто связаны с американскими фирмами, но они основали и много независимых венчурных фондов.

### Европа и Россия
В Европе существует огромное количество действующих венчурных фирм. В 2005 году в этом регионе было мобилизовано более 60 миллиардов евро, включая расходы на выкупы контрольных пакетов компаний, 12,6 миллиардов из которых были направлены на венчурные инвестиции.
В 2006 г. по данным исследования VentureSource, инвестиции в высокотехнологичный сектор России составили всего 5 млн евро. В целом, пятёрку стран-лидеров по высокотехнологичным инвестициям в 2012 г. составили Великобритания с результатом 867,46 млн евро, Франция (508,76 млн евро), Германия (431 млн евро), Россия (236,55 млн евро) и Швеция (88,93 млн евро). В итоговый рейтинг были включены данные об инвестициях в секторы ИТ-услуг, электронные СМИ и создание контента, производство электроники, компьютерного оборудования и ПО, в коммуникации и сети, а также в ИТ-поддержку розничной торговли и индустрию путешествий и отдыха. В целом европейская ИТ-индустрия сумела привлечь в 2012 г. 965 млн евро венчурных инвестиций, что на 5 % больше, чем годом ранее. Хотя общий объём инвестиций в ИТ-отрасли увеличился, число сделок за год снизилось на 9 %, составив 305. (The wall street journal: U.K. Leads European Venture-Capital Funding, but Russia Is Fastest Growing)

### Индия
Инвестиции венчурного капитала в индийскую промышленность в первой половине 2006 года составили три миллиарда долларов, а к концу года прогнозировался рост до 6,5 миллиарда долларов.

### Китай
В Китае венчурное финансирование увеличилось более чем в два раза с 420 миллионов долларов в 2002 году, до 1 миллиарда в 2003 году. В первой половине 2004 года венчурные инвестиции выросли на 32 % по сравнению с 2003 годом. В связи с серией успешных IPO на бирже NASDAQ, а также с улучшением законодательства, к 2005 году в фондах, ориентированных на инвестиции в Китае, было мобилизовано 4 миллиарда долларов США.

## Любопытные факты
Самый молодой в истории получатель венчурных инвестиций — Ник Д’Алойсио. В возрасте 15 лет (июль 2011) он получил инвестиционный пакет на сумму 300 000 долларов США на развитие своего аплета Trimit. В марте 2013 усовершенствованная версия аплета (Summly) была приобретена корпорацией Yahoo, в результате чего Ник Д’Алойсио вошёл в список миллионеров журнала Forbes в категории «моложе 30 лет».